# شب (آلبوم هولی کول)
«شب» آلبومی از هنرمند اهل کانادا هولی کول است که در ۳۱ ژوئیه ۲۰۱۲ منتشر شد.